# 北アイルランド

北アイルランド
Northern Ireland（英語）
Tuaisceart Éireann（アイルランド語）
Norlin Airlann（スコットランド語）

地域の標語：Dieu et mon droit
（フランス語：神と私の権利）
地域の歌：ロンドンデリーの歌（事実上）

国花：シャムロック
守護聖人：聖パトリック

北アイルランド（きたアイルランド、英語: Northern Ireland、アイルランド語: Tuaisceart Éireannアイルランド語発音: [ˈt̪ˠuəʃcəɾˠt̪ˠ ˈeːɾʲən̪ˠ]、アルスター・スコットランド語: Norlin Airlann）は、イギリスの一部であり、カントリー、州、領土、地域と様々に表現される 。
北アイルランドは、アイルランド島の北東部に位置し、南と西にアイルランド共和国と国境を接している。2021年の人口は1,903,175人で、アイルランド島の人口の約27％、英国の人口の約3％を占めている。
1998年に制定された北アイルランド法により設立された北アイルランド議会（所在地にちなんでストームントと呼ばれている）は、様々な権限のある政策を担当しているが、それ以外の分野はイギリス政府が担当している。北アイルランドは、いくつかの分野でアイルランド共和国と協力している。

## 概要
北アイルランドは、1920年のアイルランド統治法によってアイルランドが分割された際に、1921年に北東部の6つの郡の分権政府として誕生した。北アイルランドの人口の大半は、イギリス国内に留まることを望むユニオニストであった。北アイルランドの人口の大半は、イギリスからの植民者の子孫であるプロテスタントの人々である。一方、南アイルランド（1922年にアイルランド自由国となる）の多数派と北アイルランドのかなりの少数派は、独立したアイルランドの統一を望むアイルランド民族主義者（ナショナリスト）とカトリック教徒であった。今日では、前者は一般的に自分たちをイギリス人と見なし、後者は一般的に自分たちをアイルランド人と見なしているが、北アイルランドやアルスターのアイデンティティを主張する人は、あらゆる背景を持つ多数の少数派である。
北アイルランドの誕生には、分割を擁護する側と反対する側の両方の暴力が伴った。1920年から22年にかけて、首都ベルファストでは、主にプロテスタント・ユニオニストとカトリック・ナショナリストの民間人による大規模な共同体間の暴力が発生した。500人以上が死亡し、1万人以上が難民となったが、そのほとんどがカトリック教徒であった。その後の数十年間、北アイルランドではユニオニスト党の政権が連綿と続いていた。両コミュニティによる非公式な相互分離が行われ、北アイルランドの第一大臣デヴィッド・トリンブルが「カトリック教徒にとっての冷たい家」と呼んだように、ユニオニスト政権はアイルランドの民族主義者とカトリック教徒の少数派に対する差別で非難されていた。
1960年代後半には、カトリック教徒とナショナリストに対する差別をなくそうとするキャンペーンが、それをリパブリカンの戦線と見なしたロイヤリストによって反対された。リパブリカンとロイヤリストの準軍組織と軍が30年に渡って対立し、3,500人以上の命と50,000人以上の負傷者を出した「北アイルランド問題」を引き起こした 。1998年の「聖金曜日合意(Good Friday Agreement)」は、準軍の武装解除や治安の正常化など、和平プロセスの大きな一歩となったが、宗派間の対立や隔離は依然として大きな社会問題となっており、散発的な暴力も続いている。
北アイルランドの経済は、分割時にはアイルランドで最も工業化が進んでいたが、北アイルランド問題による政治的・社会的混乱の結果、衰退していった。北アイルランドの経済は、1990年代後半から大きく成長した。最初の成長は、「平和の配当」とアイルランド共和国との貿易の増加によるもので、その後も世界中からの観光、投資、ビジネスが大幅に増加している。北アイルランドの失業率は1986年に17.2%とピークに達したが、2014年6-8月期には6.1%となり、1年間で1.2%ポイント減少し、英国の数値6.2%と同様になっている。
北アイルランド、アイルランドの他の地域、英国の他の地域の文化的つながりは複雑で、北アイルランドはアイルランドの文化と英国の文化の両方を共有している。多くのスポーツでは、アイルランド島が1つのチームを構成しているが、サッカーの北アイルランドのサッカー代表チームは例外である。北アイルランドはコモンウェルスゲームズでは別個に出場し、オリンピックでは北アイルランド出身者はイギリスとアイルランドのどちらかの代表として出場することができる。

## 歴史
1920年に成立したアイルランド統治法によってアイルランド島は南北に分割され、それぞれに自治権が付与された。その後に発生したアイルランド独立戦争の講和条約である英愛条約に基づいて、南部26県によりアイルランド自由国が建国され、グレートブリテン及びアイルランド連合王国より分離した際は北アイルランドも自由国の管轄内に含まれていた。しかしアイルランド自由国で内戦が始まったため、英愛条約の条項に基づいて北アイルランド議会は自由国からの離脱を表明して連合王国に留まることになった。
19世紀にアイルランドがグレートブリテンおよびアイルランド連合王国へと併合されて以来、アイルランドにおいてはユニオニスト（イギリスとの連合維持を主張）とナショナリスト（イギリスからの独立を主張）の対立が続いていた。アイルランド全土がイギリスに支配されていた時代から、北アイルランド地域はグレートブリテン島からの植民者が多数を占めており、ユニオニストの勢力が強かった。また、必ずしもアイルランド人即ちナショナリストではなく、経済的に考えると英国に帰属した方が有利であると考える者も多かった。このようなことが考慮されて、北アイルランドはイギリス統治下に残留することになった。
1960年代後半になると、アメリカ合衆国の公民権運動の影響を受けて、社会的に差別を受けていたカトリックの「一人一票」を要求する社会運動が活発になったが、プロテスタント主体であった北アイルランド政府はこれを抑圧。情勢は緊迫化し、深刻な分断と対立が発生した。以降、1990年代前半までIRA暫定派を始めとするナショナリストとユニオニスト双方の私兵組織と、政府当局（英陸軍、北アイルランド警察）とが相争う抗争が続き、血の日曜日事件など数多くの武力弾圧やテロによって数千名にものぼる死者が発生するなど、「北アイルランド紛争」と呼ばれる事態が生じ、社会と経済の混乱は極めて苛烈なものとなった。北アイルランド議会はこの事態に対処できなかったため、1972年3月30日の1972年北アイルランド暫定法で議会は停止され、翌1973年7月18日の1973年北アイルランド憲法によって正式に廃止、翌1974年7月17日の1974年北アイルランド法によって、イギリス本国の枢密院による直接統治が行われるようになった。
1990年代になると和平への道が模索され始め、1998年になるとユニオニストおよびナショナリスト政党、私兵組織とイギリス、アイルランド両政府によってベルファスト合意が形成され、アイルランド政府は国民投票の結果、北アイルランドの領有権を放棄。またこれに基づいて、全政党が参加する北アイルランド議会が復活した。この功績によって、穏健派政党の党首であるデヴィッド・トリンブルとジョン・ヒュームにノーベル平和賞が授与されている。北アイルランドとアイルランド共和国は自由往来が保障され、国境検問が廃止された。
過激派によるテロが収まったことを受け、シティグループや富士通など、外国企業による新たな直接投資が相次ぎ、経済成長を遂げている。
2016年のイギリスの欧州連合離脱是非を問う国民投票で離脱派が賛成多数となったことを受け、再び南部との間の国境問題が浮上した。国境の取扱についてイギリスの議会でも議論がまとまらず、同国の欧州連合（EU）離脱は2020年まで先延ばしを繰り返し厳格な国境の復活は回避された。離脱の移行期間が終了した2020年12月31日以後も北アイルランドはEU単一市場に留まっており他のイギリスの地域とは別の扱いを受けている。代わりに、グレートブリテン島との間のアイリッシュ海に、イギリス国内でありながら通関などの手続きが必要な事実上の境界が設けられている。

## 政治

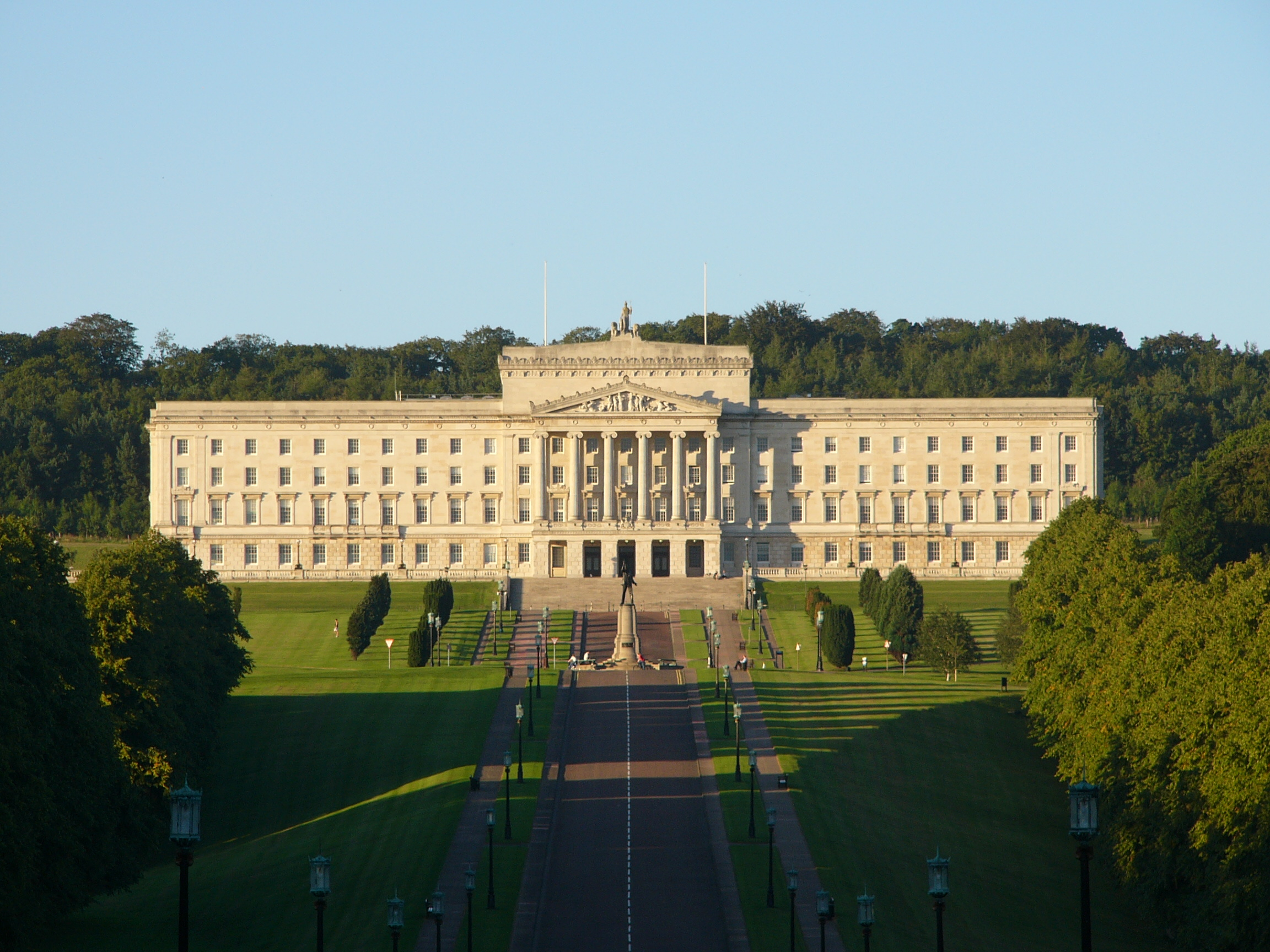
ベルファストの議会議事堂

1960年代に北アイルランド問題が発生する以前、本土の政党との関係で言うと、アルスター統一党が保守党に代わり、アルスター自由党が自由党に代わり、それぞれストーモント議会（The Parliament of Northern Ireland・旧議会）を支配していた。北アイルランド労働党については、本土の労働党と強い協力関係を有していなかった。この他、アイルランド統一を掲げるナショナリスト党とシン・フェインが活動していた。
1960年代の後半から1990年代にかけ、宗教差別を発端としたユニオニスト、ナショナリスト両勢力の私兵組織が騒乱やテロを繰り返す、いわゆる「北アイルランド問題」が巻き起こり、1972年にストーモント議会が廃止されてイギリス政府による直接統治が始まった。この社会的混乱に各政党も強い影響を受けた。アルスター統一党は、サニングデール合意を批判して保守党との関係を断絶した。アルスター自由党は、自由民主党へと衣替えしたが支持を失い、現在、同盟党の姉妹政党に落ちついている。解党された北アイルランド労働党の一部の議員によって社会民主労働党が結党された。
近年になり、イギリスの主要政党が北アイルランドの選挙に参加しようとする動きが見られる。保守党は、1980年代の終わりから候補者を送り出しているが、ほとんど支持を得られていない。自由民主党は、同盟党を支援している。

### ベルファスト合意以後
現在の北アイルランド政府は、1998年のベルファスト合意によって設立が決定されたが、2002年から機能を停止した。同時に設置された北アイルランド議会（The Northern Ireland Assembly）も、一時は、党派間の対立によって機能停止に追い込まれた。2003年の北アイルランド総選挙においては、強硬派のシン・フェインや民主統一党が穏健派以上の票を獲得するなど、政治的対立が先鋭化する傾向も見られる。2007年3月26日には、シン・フェインと民主統一党との間で自治機能を同年5月8日より再開させることで合意が形成されたものの、エネルギー政策をめぐる対立が激化し2017年1月に再び機能を停止。2020年1月10日にシン・フェインと民主統一党が自治政府再建で合意し、翌11日より議会が再開した。しかし2022年2月にイギリスのEU離脱後に北アイルランドとイギリス本土との間の貿易に支障が生じたとして民主統一党所属のポール・ギヴァン首相が辞任。同年5月5日執行の北アイルランド議会選挙を経ても民主統一党は自治政府への参加をボイコットし、新政権が発足できない状態が続いた。2024年1月になって北アイルランドの主要政党がイギリス政府と貿易ルール運用を変更することで大筋合意し、民主統一党の自治政府への復帰が決定。2月3日に北アイルランド議会にて2年ぶりに自治政府の正副首相が選出された。
北アイルランド議会における主要政党や、その議席数（2022年4月時点）については、「北アイルランド議会#現議会」参照。
イギリス下院の総選挙においては、人口比に従って全646議席の内の18議席が北アイルランドに割り当てられている。2017年イギリス総選挙によって決定した現在の議席数は、民主統一党が10議席、シン・フェインが7議席、無所属が1議席で、社会民主労働党とアルスター統一党は議席を失った。シン・フェインの議員は、女王への宣誓の拒否、統一アイルランドを正統政府と見なす、などの信念から議会に参加していない。2017年の総選挙の結果、どの党も過半数を得られなかった（ハング・パーラメント）ために、保守統一党政権は民主統一党との閣外協力協議を始めた。シン・フェインに対しても、民主統一党に対抗して登院すべきという批判があがるなど、両党への注目は俄に高まっている。

## 行政区画
次の11の行政区からなる。
1. ベルファスト
2. アーズ・アンド・ノース・ダウン
3. アントリム・アンド・ニュータウンアベイ
4. リスバーン・アンド・カースルレー
5. ニューリー・モーン・アンド・ダウン
6. アーマー・シティ・バンブリッジ・アンド・クレイガヴォン
7. ミッド・アンド・イースト・アントリム
8. コーズウェー・コースト・アンド・グランス
9. ミッド・アルスター
10. デリー・シティ・アンド・ストラバン
11. ファーマナ・アンド・オマー

ベルファスト以外にはロンドンデリー、ニュリー、アーマー、リスバーンが主要都市として挙げられる。
世界遺産に登録されているジャイアンツ・コーズウェーとコーズウェー海岸を始めとする観光地も多い。

## 経済
北アイルランドの経済規模はイギリスの4地域中で最小である。主要産業は造船、ロープおよび繊維製造などであったが、次第にサービス業が占める比率が増加している。北アイルランド紛争により長年の停滞を経験したが、和平成立後はイギリスとアイルランド両国の好景気を受けて失業率が改善するなど落ち着きを取り戻しつつある。
人口あたりの国内総生産（GDP）は2005年時点で19,603ユーロであり、北西イングランド地方やウェールズよりも多い。1986年に17.2%にも及んでいた失業率は2001年には4.5%にまで減少した。労働者の特徴として、他の英国内地域に比べて長時間勤務を行っていること、収入について性差が少ないことなどが挙げられる。

## 国民

### 宗教
| 北アイルランドの宗教                                                                   | 北アイルランドの宗教   | 北アイルランドの宗教 | 北アイルランドの宗教 | 北アイルランドの宗教 |
| -------------------------------------------------------------------------------------- | ---------------------- | -------------------- | -------------------- | -------------------- |
| 宗教名                                                                                 |                        |                      | 割合*                |                      |
| ローマ・カトリック教会                                                                 | ローマ・カトリック教会 |                      | 45.7%                | 45.7%                |
| プロテスタント**                                                                       | プロテスタント**       |                      | 43.78%               | 43.78%               |
| 無宗教または無回答                                                                     | 無宗教または無回答     |                      | 9.13%                | 9.13%                |
| キリスト教以外                                                                         | キリスト教以外         |                      | 1.5%                 | 1.5%                 |
| 四捨五入のため100％にならない場合もあり アイルランド聖公会, アイルランド長老会とその他 |                        |                      |                      |                      |

2021年に行われた国勢調査では、北アイルランドの住民のうち45.7％がカトリック及びカトリック系諸派の信仰を自認したのに対し、43.48％がプロテスタントまたはキリスト教諸派を信仰していた。かつてはプロテスタントが多数派であったが、カトリック教徒はプロテスタントよりも出生率が高い傾向にあり、年々カトリックの割合が増加、プロテスタントの割合の減少する傾向が続いており、2021年の調査で初めて割合が逆転した。

### 帰属意識
同調査によると、住民の31.86%が自身をイギリス人であると規定し、同様に29.36%がアイルランド人、そして19.78%が北アイルランド人であるとした。ブレグジット以降、イギリス人と自認する割合は減少傾向にある。2004年の調査では、全体の59%は長期的な視野にたった英国による北アイルランド統治を是認すると述べ、22%が統一アイルランドの形成を支持している。態度が不明確な層が存在するのは、北アイルランド同盟党が一定の支持を受けていることからも裏付けられる。最近の選挙においては、親プロテスタント政党と親カトリック政党はともに4割台の支持を得ており、残りの2割がそれ以外の政党に投票している。

### アイルランド共和国国籍
2005年以前に生まれた全ての住民には、アイルランド共和国の市民権が自動的に与えられていた。これはベルファスト合意を受けて2001年に制定されたアイルランド共和国の国籍法の条項によっている。ベルファスト合意においては、イギリスとアイルランド両国が北アイルランドの全ての住民にアイルランド人またはイギリス人となる権利を与えるとある。現在でもこれは大多数の住民に適用されている。

## 言語

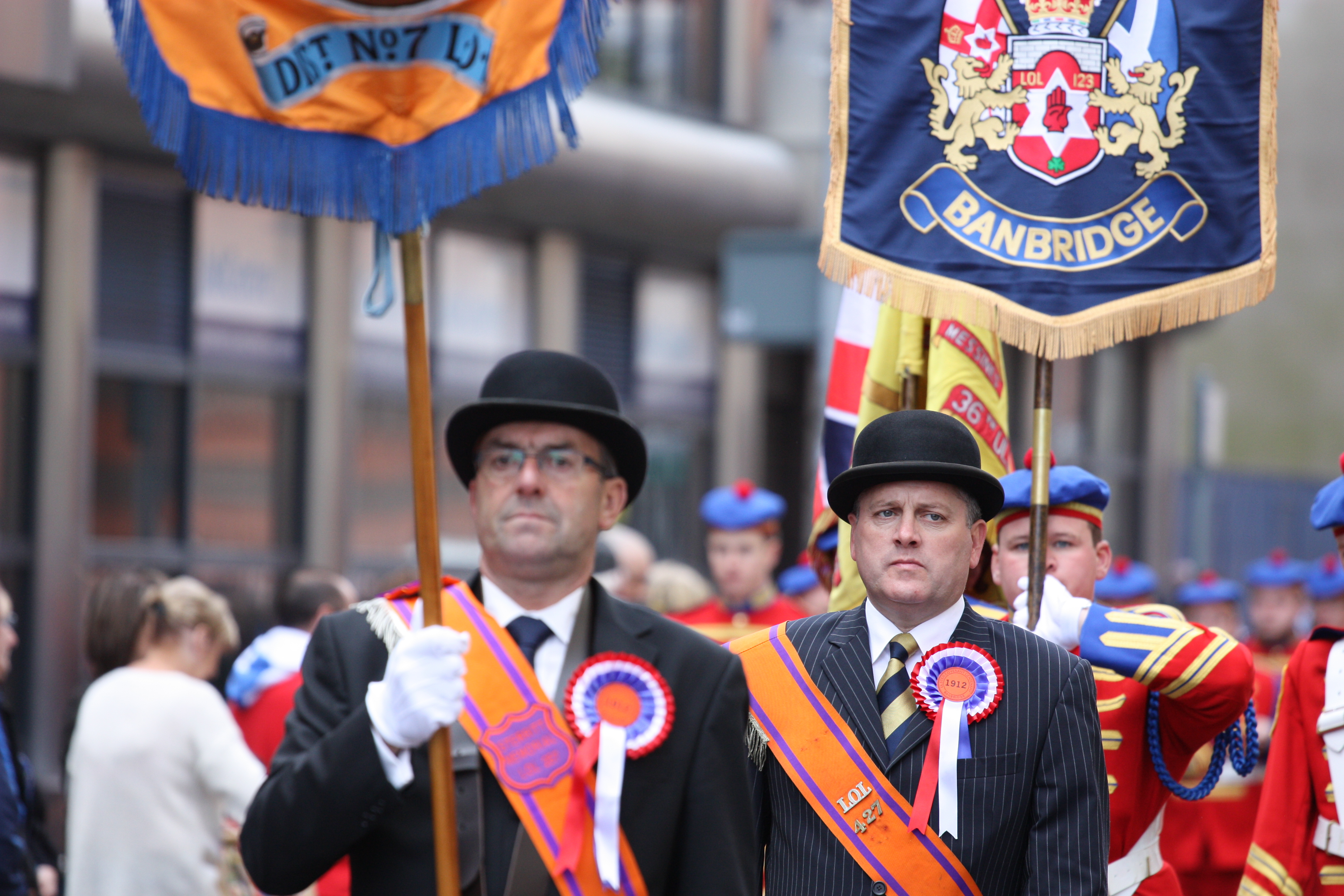
オレンジ結社の行進

歴史的な経緯から、北アイルランドではイギリスとアイルランドの双方に由来する文化がみられる。言語は英語の他にアイルランド語とアルスター・スコットランド語が公用語として認められている。アイルランド共和国ではアイルランド語の復興運動により多くの国民がアイルランド語の知識を習得しているが、北アイルランドでは復興運動は乏しく、2011年の調査によるとアイルランド語の多少の知識がある人の割合は11%、読み書きが可能なレベルではわずか3.7%にとどまっている。また、アルスター・スコットランド語はさらに少数派で読み書きが可能なレベルの割合は0.9%に過ぎない。現在では中国系移民の増加を反映して中国語が2番目の母語集団となっている。

## 文化
この地域を象徴するものの一つとしてアマの花がある。
食事には特に特有のものはないが、アルスター・フライという朝食が著名である。ベーコン、目玉焼き、ソーダパンまたはポテトパンからなる。

## スポーツ
北アイルランドではサッカーとラグビーが最も盛んなスポーツとなっている。しかしカトリック系住民の間では、ゲーリック・ゲームズ（ゲーリック・フットボールとハーリング）の人気も高い。

### サッカー
1890年にサッカーリーグのアイリッシュ・フットボールリーグが創設され、2013年にNIFLプレミアシップへと改称されている。北アイルランドサッカー協会（IFA）によって構成されるサッカー北アイルランド代表は、FIFAワールドカップには3度出場しており1958年大会ではベスト8の成績を収めた。UEFA欧州選手権には、2016年大会で初出場を果たしベスト16に進出した。著名な選手としては、1960年代から1970年代にかけてマンチェスター・ユナイテッドで活躍したジョージ・ベストが存在する。

### その他の競技
ラグビーアイルランド代表は、北アイルランドおよびアイルランド共和国との合同チームであり欧州における強豪として知られる。クリケットアイルランド代表も北アイルランドおよびアイルランド共和国との合同チームである。ゴルフでは、ローリー・マキロイが2011年の全米オープンを皮切りにメジャー選手権を5度制しており（2025年のマスターズ優勝でメジャー選手権全大会制覇＝キャリア・グランドスラムを達成）、グレアム・マクダウェルが2010年の全米オープン、ダレン・クラークが2011年の全英オープンでそれぞれ優勝している。スヌーカーでは、アレックス・ヒギンズとデニス・テイラーという2人の世界王者を輩出している。モータースポーツでは、ジョン・ワトソンとエディ・アーバインという2人の有名F1ドライバーを輩出している。